# Telecine Cult
Telecine Cult é um canal de televisão por assinatura brasileiro que exibe filmes clássicos, filmes independentes, filmes temáticos, filmes raros e filmes de arte com produções europeias, asiáticas, latinas e filmes antigos. O canal exibe todos os filmes sem os intervalos comerciais.

## Conteúdo

### Os filmes
O Telecine Cult apresenta clássicos do cinema mundial e as raras obras de certos diretores e atores renomados. O acervo do canal tem títulos mais recentes, de diversas nacionalidades, além dos filmes da sessão "Cinemundi" que antes era exibido no Telecine Emotion(atual Telecine Touch)
Esses clássicos são gerados da Universal Pictures, Paramount, 20th Century Fox, Metro-Goldwyn-Mayer, Walt Disney Pictures (desde 2011) e até mesmo de produções de estúdios independentes.

### Idiomas
O canal, possui como idioma padrão o português que é usado completamente nos comentários sobre a programação do canal (no comercial ou nas brechas de tela dos filmes em execução). Dos filmes exibidos no Telecine Cult quase todos possuem como idioma original o inglês com legenda em português, porém o áudio dublado é disponível como segunda opção dependendo da característica do acervo.

## Telecine Classic
O nome do canal foi alterado pela razão de atualmente o canal não só exibir os clássicos do cinema, como também filmes de arte. Daí o nome Telecine Cult, uma espécie de Telecine Cultural. A mudança cujo ao nome do canal foi bem aceita após algum tempo.

## Versão HD do Canal
A versão HD do canal (1080i / 1080p) foi lançada em dezembro de 2012, diferente da versão SD (480i/480p), o Telecine Cult HD exibe a maioria dos seus filmes em versão dublada, com opções de legendas e áudio original.
A dublagem pode ser a oficial, ou uma dublagem encomendada pelo próprio canal, como foi no caso do filme Le fabuleux destin d'Amélie Poulain, que teve que receber uma nova dublagem para ser exibido em 1080i / 1080p na versão HD do canal, a mesma dublagem encomendada foi exibida nos canais SD.